# 450. pr. Kr.
◄ | 6. stoljeće pr. Kr. | 5. stoljeće pr. Kr. | 4. stoljeće pr. Kr. | ►
◄ | 480-ih pr. Kr. | 470-ih pr. Kr. | 460-ih pr. Kr. | 450-ih pr. Kr. | 440-ih pr. Kr. | 430-ih pr. Kr. | 420-ih pr. Kr. | ►
◄◄ | ◄ | 453. pr. Kr. | 452. pr. Kr. | 451. pr. Kr. | 450 pr. Kr. | 449. pr. Kr. | 448. pr. Kr. | 447. pr. Kr. | ► | ►►
Astronomija

## Događaji
- Grci napadaju perzijski Cipar, no unatoč početnim grčkim uspjesima perzijska mornarica uspijeva odbaciti napadače.